# Светско првенство у скоковима у воду 2017 — даска 3 м синхронизовано мешовито
Такмичење у скоковима у воду у дисциплини даскка 3 метра синхронизовано за мешовите тимове на Светском првенству у скоковима у воду 2017. одржано је последњег дана такмичења 22. јула 2017. године као део програма Светског првенства у воденим спортовима. Такмичења су се одржала у базену Дунав арене у Будимпешти (Мађарска).
Учестовало је укупно 14 парова из исто толико земаља (укупно 28 такмичара). Титулу светских првака освојио је кинески пар Ванг Хан/Ли Џенг који је убедљиво тријумфовао са 323,70 бодова, испред британског пара Том Дејли/Грејс Рид и канадске комбинације Џенифер Абел/Франсоа Имбо-Дулак.

## Освајачи медаља
|                           | Резултат |                                          | Резултат |                                            | Резултат |
|                           |          |                                          |          |                                            |          |
| Кина · Ванг Хан · Ли Џенг | 323,70   | Велика Британија · Грејс Рид · Том Дејли | 308,04   | Канада · Џенифер Абел · Франсоа Имбо-Дулак | 297,72   |

## Резултати
Сви пријављени парови такмичили су се директно у финалу, а такмичење је одржано 22. јула са почетком у 14:00 часова по локалном времену.
| ПЛ. | Репрезентација   | Скакачи                             |        |
| ПЛ. | Репрезентација   | Скакачи                             | Бодови |
| --- | ---------------- | ----------------------------------- | ------ |
|     | Кина             | Ванг Хан Ли Џенг                    | 323,70 |
| 2   | Велика Британија | Грејс Рид Том Дејли                 | 308,04 |
| 3   | Канада           | Џенифер Абел Франсоа Имбо-Дулак     | 297,72 |
| 04. | Немачка          | Тина Пунцел Лу Мазенберг            | 287,76 |
| 05. | Аустралија       | Естер Ћин Метју Картер              | 282,00 |
| 06. | Колумбија        | Дијана Пинеда Себастијан Виља       | 277,83 |
| 07. | Италија          | Елена Бертоки Мајкол Верцото        | 277,35 |
| 08. | Швајцарска       | Мишел Хајмберг Јонатан Зуков        | 273,00 |
| 09. | Русија           | Марија Пољакова Иља Молчанов        | 270,63 |
| 10. | Украјина         | Викторија Кесар Станислав Олиферчик | 270,06 |
| 11. | Сједињене Државе | Лорин Риди Брајдам Херера           | 270,06 |
| 12. | Нови Зеланд      | Елизабет Куј Лијам Стоун            | 255,90 |
| 13. | Мексико          | Аранча Чавез Хулијан Санчез         | 223,80 |
| 14. | Бразил           | Тами Такаги Иан Матос               | 184,70 |